# 拉蒙特·扬
拉蒙特·桑顿·扬（英語：La Monte Thornton Young，1935年10月14日—），美国当代古典音乐作曲家，生于一个摩门教家庭。他一般被认为是简约主义的代表人物之一，但作品相当激进，很多都是实验音乐，1962年创建恒音剧院。其作品的演奏方式包括在舞台上放飞蝴蝶以及给钢琴喂食等。